# Temporada 1977-78 de l'NBA
La temporada 1977-78 de l'NBA fou la 32a en la història de l'NBA. Washington Bullets fou el campió després de guanyar a Seattle SuperSonics per 4-3.

## Classificacions

### Conferència Est
| Equip              | V  | D  | %V   | P  |
| ------------------ | -- | -- | ---- | -- |
| Philadelphia 76ers | 55 | 27 | ,671 | -  |
| New York Knicks    | 43 | 39 | ,524 | 12 |
| Boston Celtics     | 32 | 50 | ,390 | 23 |
| Buffalo Braves     | 27 | 55 | ,329 | 28 |
| New Jersey Nets    | 24 | 58 | ,293 | 31 |

| Equip                | V  | D  | %V   | P  |
| -------------------- | -- | -- | ---- | -- |
| San Antonio Spurs    | 52 | 30 | ,634 | -  |
| Washington Bullets C | 44 | 38 | ,537 | 8  |
| Cleveland Cavaliers  | 43 | 39 | ,524 | 9  |
| Atlanta Hawks        | 41 | 41 | ,500 | 11 |
| New Orleans Jazz     | 39 | 43 | ,476 | 13 |
| Houston Rockets      | 28 | 54 | ,341 | 24 |

### Conferència Oest
| Equip             | V  | D  | %V   | P  |
| ----------------- | -- | -- | ---- | -- |
| Denver Nuggets    | 48 | 34 | ,585 | -  |
| Milwaukee Bucks   | 44 | 38 | ,537 | 4  |
| Chicago Bulls     | 40 | 42 | ,488 | 8  |
| Detroit Pistons   | 38 | 44 | ,463 | 10 |
| Indiana Pacers    | 31 | 51 | ,378 | 17 |
| Kansas City Kings | 31 | 51 | ,378 | 17 |

| Equip                  | V  | D  | %V   | P  |
| ---------------------- | -- | -- | ---- | -- |
| Portland Trail Blazers | 58 | 24 | ,707 | -  |
| Phoenix Suns           | 49 | 33 | ,598 | 9  |
| Seattle SuperSonics    | 47 | 35 | ,573 | 11 |
| Los Angeles Lakers     | 45 | 37 | ,549 | 13 |
| Golden State Warriors  | 43 | 39 | ,524 | 15 |

* V: Victòries
* D: Derrotes
* %V: Percentatge de victòries
* P: Diferència de partits respecte al primer lloc
* C: Campió

## Estadístiques
| Categoria                   | Jugador           | Equip                           | Mitjana/% |
| --------------------------- | ----------------- | ------------------------------- | --------- |
| Punts per partit            | George Gervin     | San Antonio Spurs               | 27,2      |
| Rebots per partit           | Truck Robinson    | New Orleans Jazz                | 15,7      |
| Assistències per partit     | Kevin Porter      | Detroit Pistons/New Jersey Nets | 10,2      |
| Robatoris per partit        | Ron Lee           | Phoenix Suns                    | 2,74      |
| Taps per partit             | George T. Johnson | New Jersey Nets                 | 3,38      |
| Percentatge de tirs de camp | Bobby Jones       | Denver Nuggets                  | 57,8%     |
| Percentatge de tirs lliures | Rick Barry        | Golden State Warriors           | 92,4%     |

## Premis
- MVP de la temporada
  -  Bill Walton (Portland Trail Blazers)

- Rookie de l'any
  -  Walter Davis (Phoenix Suns)

- Entrenador de l'any
  -  Hubie Brown (Atlanta Hawks)

- Primer quintet de la temporada
  - Leonard Robinson, New Orleans Hornets
  - David Thompson, Denver Nuggets
  - Bill Walton, Portland Trail Blazers
  - George Gervin, San Antonio Spurs
  - Julius Erving, Philadelphia 76ers

- Segon quintet de la temporada
  - Walter Davis, Phoenix Suns
  - Maurice Lucas, Portland Trail Blazers
  - Kareem Abdul-Jabbar, Los Angeles Lakers
  - Paul Westphal, Phoenix Suns
  - Pete Maravich, New Orleans Hornets

- Millor quintet de rookies
  - Bernard King, New Jersey Nets
  - Marques Johnson, Milwaukee Bucks
  - Jack Sikma, Seattle SuperSonics
  - Norm Nixon, Los Angeles Lakers
  - Walter Davis, Phoenix Suns

- Primer quintet defensiu
  - Bobby Jones, Denver Nuggets
  - Maurice Lucas, Portland Trail Blazers
  - Bill Walton, Portland Trail Blazers
  - Lionel Hollins, Portland Trail Blazers
  - Don Buse, Phoenix Suns

- Segon quintet defensiu
  - E. C. Coleman, Golden State Warriors
  - Bob Gross, Portland Trail Blazers
  - Kareem Abdul-Jabbar, Los Angeles Lakers (empat)
  - Artis Gilmore, Chicago Bulls (empat)
  - Norm Van Lier, Chicago Bulls
  - Quinn Buckner, Milwaukee Bucks